# البعد الآخر (فلم)
البعد الآخر (بالإنجليزية: The Blind Side) هو فيلم درامي رياضي أمريكي أُصدر في عام 2009، كتبه وأخرجه جون لي هانكوك، القصة مقتبسة من كتاب ( البعد الآخر: تطور اللعبة ) والذي أصدر في عام 2006 وهو من تأليف مايكل لويس ومبني على قصة حقيقية، وتتناول أحداث الفيلم قصة شاب فقير لم يتلقَ قدراً كافياً من التعليم ينضم لأحد برامج كرة القدم الأمريكية، حيث يبدأ في تحقيق مستقبل أكاديمي ورياضي ناجح بدوري كرة القدم الأمريكية، الفيلم من بطولة ساندرا بولوك، تيم ماكجراو وكوينتون آرون. فازت ساندرا بولوك بأوسكار أفضل ممثلة عن دورها في هذا الفيلم.

## وصلات خارجية
- الموقع الرسمي
- مقالات تستعمل روابط فنية بلا صلة مع ويكي بيانات
- البعد الآخر على موقع أول موفي.
- أناس حقيقيون: كوينتون آرون هو مايكل أور